# Robert Dickinson (athlétisme)
Pour les articles homonymes, voir Robert Dickinson et Dickinson.
Robert Dickinson, né le 20 mai 1901 et mort le 5 mars 1981, est un athlète britannique. Il complète l'épreuve de saut en hauteur lors des Jeux Olympiques de 1924 à Paris.